# Espérance Mawanzo
 (mars 2022).
Esperance Mawanzo, née le 23 juin 1971 en République démocratique du Congo, est une activiste des droits de l'homme et initiatrice de plusieurs actions dont l'observatoire de la parité en RDC,,,.                      
Surnommée « Maman Parité », elle se bat contre la sous-représentation des femmes en politique,,.                      